# Peter Andreas Heiberg
P.A. Heiberg (16. november 1758 – 30. april 1841) dansk forfatter og filolog blev født i Vordingborg. Slægten Heiberg stammer fra Norge og talte mange lærde præster og skolefolk. Således P.A. Heibergs fader, Ludvig Heiberg, født i Fredrikstad i Norge, var rektor på latinskolen i Vordingborg. Moderen, Inger Margrethe, var også af slægten Heiberg, hendes fader var Peder Heiberg, præst ved Vemmetofte, og hendes moder var Edele Hørning, af en dansk købmandsfamilie.

## Barndom og ungdom
Hans far, Ludvig Heiberg, døde, da Peter Andreas var to år. Derefter flyttede moderen med børnene, også broren Ludvig Heiberg, hjem til sin far i Vemmetofte. Der voksede Heiberg op indtil han selv skulle på latinskole. Han blev student i 1774 i København. I 1777 tog han den store filologiske eksamen på Københavns Universitet. I 1779 forlod han København, angiveligt pga. spillegæld.  Han rejste til Sverige for at blive soldat, og her indrulleredes han i kong Gustav 3.s livregiment. Halvandet år senere frikøbte hans familie ham for tjeneste, og han tog efter et kort ophold i Uppsala til Bergen. Her tilbragte han de næste tre år hos sin onkel. I Bergen mødte han mange forfattere, som inspirerede ham til selv at skrive. Da Heiberg kom tilbage til København, brugte han sine sprogkundskaber som tolk. Han oversatte "Eusebius, eller hvad Frugt man høster af Dyden i vore Tider", af den franske forfatter Jean-Charles Laveaux. Værket er kritisk mod overklassen. Det var nok grunden til, at Heiberg valgte at udgive det anonymt. I 1790 giftede han sig med den 16-årige Thomasine Buntzen (efter sit senere ægteskab kendt som forfatterinden fru Gyllembourg). Deres søn er Johan Ludvig Heiberg (1791–1860).

## Forfatterskabet

### Rigsdalersedlens Hændelser
Mange af Heibergs forbilleder var franske og typisk prægede af oplysningstidens tanker, men især den danske samtidige Niels Ditlev Riegels inspirerede og støttede ham til at skrive sine stærkt samfundskritiske tekster. De to udviklede også et varmt venskab, bl.a. skrev Heiberg et digt i anledning af vennen Riegels bryllup
Heibergs debutroman, som udkom hæftevis i form at et tidsskrift, Rigsdalers-Sedlens Hændelser (1787-1793) fortæller kritisk om købmændene, adelen og den tyske indflydelse i Danmark. Romanen er inspireret af Riegels tidsskrift Skilderi af Kiøbenhavn, der på samme måde beskriver forskellige sider af livet i datidens København.

### Indtogsvisen
Heiberg huskes især for et par linjer skrevet i september 1790 til afsyngelse i Kronprinsens Klub: 
“Selskabs-Sang. Den 25de September 1790” i US s. 578)
| Citat | Ordener hænger man paa Idioter, Stjærner og Baand man kun Adelen gier, men om de Mallinger, Suhmer og Rother man ej et Ord i Aviserne ser. Dog, har man Hjærne, kan man jo gjærne undvære Orden og Stjærne. | Citat |
|       | |       |

.
Indtogsvisen ironiserer over standsforskel og enevælde. Og handler om den falske offentlige og officielle ære – og om den virkelige ære ved at være en del af åndseliten. Visen var kun ment at skulle være afsunget i et privat selskab, men der cirkulerede snart afskrifter og en af disse blev aftrykt i bladet Morgenposten. Derfor blev Heiberg anklaget for politidomstolen og idømt en bøde på 150 rigsdaler. Heiberg fik overgivet en kopi af sagens akter, og for at skabe opmærksomhed om det han mente var en uretfærdig sag, fik han dem trykt og de udkom under titlen Politie-Forhøret og Kiendelsen i Sagen aangaaende Visen: Hver Mand i Byen om Indtoget taler; andre til Advarsel, at vogte sig for hvad man ikke maae skrive (1790). Da den famøse linje om at "ordener hænger man på idioter" var en del af anklagepunktet, blev sætningen gentagne gange nævnt i skriftet. På det sted i sagens akter hvor hele visen var trykt skrev Heiberg "Visen. Bliver, i Følge foranstaaende Dom, ikke trykt", øverst på en ellers blank side og tilføjede desuden noten: "Dette ledige Rum er bestemt til derpaa at skrive hvad videre mine Læsere kunde have at sige enten med eller imod Visen", men opfordrede i virkeligheden til at folk selv kunne skrive visen ned. 

### Vor Klub er dog en herlig Sag
Dommen af 1790 foregik efter trykkefrihedsreskriptet af 1773, hvor det var op til politimesteren at bestemme skyld og straf, men i december samme år udkom et nyt trykkefrihedsreskript der sikrede at anklagede i trykkefrihedssager skulle for en domstol. Det fik Heiberg brug for da han igen blev anklaget, denne gang for visen "Vor Klub er dog en herlig Sag" (1794). Heri forekommer linjerne:
| Citat | King George han spiller høie Spil; En Satan fik ham nyelig til At rive Folkets Klubber ned; Sig selv til stor Fortræd. Han troer ei, Briten mukke tør, Hvor gal han endog Sagen giør; Troer I, godt Folk! slig Politik Kan længe holde Stik? | Citat |
|       | |       |

Igen var visen kun skrevet til et mindre selskab, men studiekammeraten og vennen Knud Lyne Rahbek havde, sandsynligvis uden Heibergs vidende, trykt den i sit tidsskrift Den Danske Tilskuer og derved var myndighederne blevet gjort opmærksom på den. Heiberg blev anklaget for at have fornærmet det engelske kongehus, med linjen om at "han troer ei, Briten mukke tør". Danmarks handel havde stor fordel i landets neutralitet og kunne tjene på den opslidende revolutionskrig der gjorde de krigsførende nationers egne handelsskibe til lette ofre. Det gjaldt derfor for Danmark om ikke at vælte denne balancegang ved f.eks. fornærmende udtalelser om en krigsførende nations overhoved. Heiberg forsvarede sig med at han med ordet "han" kun mente den "satan" som nævnes i 2. linje, hvormed mentes premierministeren William Pitt den yngre, og ikke kongen selv. Retten så dog anderledes på sagen og idømte Heiberg en bøde på 300 rigsdaler foruden anklagerens løn som var 30 rigsdaler.  Dette til trods for at senere historikere mener at den opfattelse bygger på en fejltolkning, og at sætningen rent faktisk henviser til Pitt den Yngre og ikke kong George 3. af Storbritannien.  Heiberg udgav også denne sags akter, det skete i skriftet Procedure og Dom ved Hof- og Stads-Retten i den af Generalfiskalen anlagde Sag angaaende Visen "Vor Klub er dog en herlig Sag etc" (1795), denne gang med udførlige kommentarer og indledning, hvor Heiberg ofte satirisk og spøgefuldt giver sin opfattelse af sagen.

### Notarialfejden
Fra nu af synes Heiberg at have besluttet ikke mere at optræde som offentlig skribent. Forholdene medførte dog, at han ikke vedblivende kunne holde sig tilbage. Den vindige unge republikaner Malthe Conrad Bruun, der som dramaturg støttedes af Rahbek, havde i tidskriftet Svada væltet sig ind på Heiberg, fordi denne forfægtede madame Preislers ret til at spille Sigbrit i Samsøes tragedie Dyveke. Heiberg var ikke sen til at give den unge mand svar på tiltale, og Bruun replicerede atter på en uforskammet måde.
Af dette skænderi mellem to ansete liberale publicister kunne efter de københavnske frisindedes formening "kun Fanden have Fryd", og de skyndte sig med at få Heiberg og Bruun forligede. Ikke desto mindre havde navnlig Bruuns måde at polemisere på vakt anstød hos indflydelsesrige mænd, og således bidrog denne "Dyvekefejde" til, at ønsket om en ny presselov blev stærkere og stærkere. I den offentlige debat, som i den anledning udspandt sig, deltog Heiberg med sin lille, klare Draabe i det store Hav af Skrifter om Skrivefrihed (1797). Heiberg havde ikke skrevet denne lille brochure af Lyst; "Sagens Vigtighed" ligesom tvang ham dertil. Og om den dom, der senere drev ham i landflygtighed, også heri fandt udtalelser, der kunne forøge hans skyld, så var det dog navnlig den del af hans forfattervirksomhed, der faldt under og efter "Notarialfejden", der fremkaldte dommen.
Notarialfejdens årsag var følgende: Heiberg havde i 10 år assisteret den gamle notarius publicus Christen Schmidt til dennes fuldstændige tilfredshed. Schmidt havde derfor lovet ham, at han skulle gøre alt for at få ham udnævnt til sin eftermand i embedet. Dette synes Heiberg også at have været så sikker på, at han opgav den visse ekspektance, han (i maj 1790) havde fået på sin svigerfaders dispachørbestilling.
Ikke desto mindre havde Heiberg søgt 2. deputeret i Kancelliet, Christian Colbjørnsen, for at få yderligere stadfæstelse af sit håb om notarposten. Colbjørnsen havde da, efter Heibergs sigende, "i meget smigrende Udtryk opmuntret dette Haab". Da hændte det sig, at N.D. Riegels under Heibergs korte sommerophold i Norge (1797) udgav nogle åbne breve til ham. Disse fremkaldte et skarpt og hånligt modskrift fra Colbjørnsens side. Da nu Heiberg ansøgte om notarposten, indstillede Colbjørnsen så vel som de andre kancelliherrer ikke
Heiberg, men en professor Gottsche Hans Olsen til embedet. Heiberg havde ikke kunnet vente sig andet af kancellipræsident Christian Brandt og 1. deputeret, Schou; men på Colbjørnsen, den erklærede frihedsmand, der selv i sin tid havde opmuntret ham til at bruge sin satiriske pen, havde han sikkert håbet.
At denne skuffelse har fremkaldt bitterhed i Heibergs sind, er naturligt, og at den har forenet sig med den mistænksomhed, som var ham medfødt og særlig udviklet under hans livsskæbner, er rimeligt. I de flyveskrifter, han udgav mod sin heldige medbejler til notarposten: Suum cuiqve og Si tacuisses etc., mærker man tydelig, at han formener, det er Colbjørnsen, der står bag ved det hele.

### Politisk Dispache og Sproggranskning
Efter indførelsen af Trykkefrihedsforordningen af 1799 blev der af kronprins Frederik (den senere konge Frederik 6.) genindført censur i Danmark.
Heiberg var allerede under anklage efter den gamle lovgivning og havde under retssagen udgivet tidsskriftet Læsning for Publikum, der var beregnet til at oplyse folk om sagen, samtidig med at det gjorde grin med magthaverne. Efter den nye forordning måtte dette tidskrift dog brat stoppes, da det også stred imod den nye lov. Den nye lov tillod, at han kunne dømmes til landsforvisning, hvis han forhånede eller opfordrede til had mod landets regering. Det var netop, hvad Heiberg havde gjort. Han blev med et lidt tvivlsomme juridiske kneb  dømt med tilbagevirkende kraft for sine artikler Politisk Dispache og Sprog-Granskning. Det skete juleaften 1799, hvor han fik 24 timer til at forlade landet, han fik dog udskudt sin afrejse til februar på grund af en benskade.
En lignende skæbne ramte digteren Malthe Conrad Bruun året efter. De endte begge i Paris. De havde ikke meget til fælles og følte snarere gensidig uvilje. Heiberg så med foragt den førhen så radikale jakobiner Malthe Bruun omfavne den enevældige Napoleon uden betænkning.

## Eksilet
Forvisningen kostede Heiberg både fædreland, sprog, hustru og barn. Han vendte aldrig tilbage til Danmark. Han kunne intet udgive i sit hjemland. Thomasine lod sig skille for snart efter at gifte sig med Carl Frederik Gyllembourg, som hun længe havde kendt. Sønnen Johan Ludvig kom først som voksen til Paris for at besøge sin far. Heiberg var da blevet blind.
Heiberg kom til at leve i verdens navle under Napoleons kejserdømme og kom til at arbejde i Talleyrands udenrigsministerium. Han fik nogle travle år indtil hans syn svigtede. Han havde dog ikke meget til overs for udviklingen i Frankrig under Napoleon I. Kejserens autoritære styre og imperialistiske ambitioner følte Heiberg som en tilbagevenden til det despoti, som han selv havde bekæmpet hele sit liv.
I 1828 udsendte han fra sit eksil bogen Enevoldsmagtens Indførelse i Dannemark i Aaret 1660 – Historisk og kritisk Undersøgelse med mottoet fra William Shakespeares Hamlet :"Something is rotten in the state of Denmark" på titelbladet. Bogen er en kritik af enevælden i Danmark – specielt med henblik på behandlingen af Norge som han følte tilknytning til. Desuden indeholder den en meget detaljeret kritisk gennemgang af Trykkefrihedsforordningen af 1799. Bogen blev forbudt i Danmark.
I 1841 døde Heiberg i Paris. Han var næsten glemt, til hans svigerdatter Johanne Luise Heiberg i 1882 udgav brevvekslingen fra skilsmisse- og forvisningsåret 1800 i bogen Peter Andreas Heiberg og Thomasine Gyllembourg. En beretning støttet paa efterladte breve. I 1884 udkom Peter Andreas Heibergs Udvalgte Skrifter der blandt andet indeholder en komplet gengivelse af Rigsdalerseddelens Hændelser, og i 1892 H. Schwanenflügels biografi Peter Andreas Heiberg. En biografisk Studie, der er den første grundigere gennemgang af Heibergs liv og virksomhed inden hans landsforvisning.